# Lykos (Kentaur)

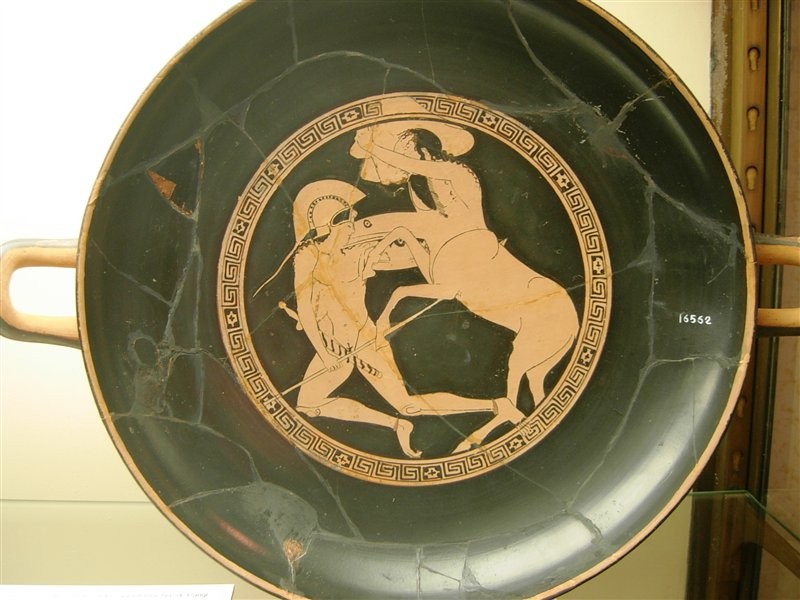
Kylix, 5. Jh. v. Chr., Kentaur versus Speerkämpfer, Lykos stirbt durch Peirithoos’ Speer.

Lykos ist ein Kentaur der griechischen Mythologie. Er wird von Peirithoos in der Kentauromachie des Ovid zusammen und fast gleichzeitig mit dem Kentauren Chromis getötet.

## Name
Die erfundene Kentauren-Gestalt Lykos ist namentlich der griechische Λύκος, Lýkos, Wolf, latinisiert Lycus. Während die alten Kentaurennamen ursprünglich Personifikationen der aus den Bergen herabstürzenden Gewässer waren, kamen später weitere Namen hinzu, „welche auf der Tendenz zu anthropomorphisieren beruht .. aus den brausenden, ungestümen Bächen ... sind wilde und furchtbare Halbmenschen geworden.“ Zu ihrer Rohheit und ihrem hemmungslosen Gebaren, das sich auf der Hochzeit des Peirithoos zeigte, passen dann auch „von wilden Tieren entlehnte Namen“ wie Lykos, Wolf.

## Mythos
Lykos und Chromis gehören zusammen. Beide sterben parallel, sind eine leichte Beute für Peirithoos und erfüllen die gleiche inhaltliche und literarische Funktion innerhalb der Kentauromachie. Der ovidsche Text mit Übersetzung und Interpretation, siehe Artikel Chromis.

## Quelle
- Ovid, Metamorphosen 12, 330–335 (Wikisource)